# كريس ريناود
كريس ريناود (بالإنجليزية: Chris Renaud)‏ مخرج أفلام ومنتج رسوم متحركة أمريكي (ولد في 1966), وهو خريج جامعة سيراكيوز, عمل كمصمم ورسام في صناعة الترفيه وخلق العديد من التصاميم، ثم بدأ في الرسم والكتابة والكتب المصورة مع شركتي (مارفل كومكس) و(دي سي كومكس)، كما عمل لاحقا في (إستديو بلو سكاي)، ومن أبرز أعماله فيلمي (آيس إيج) عام 2009 , (أنا الحقير) عام 2010 ، (لوراكس) عام 2012.

## روابط خارجية
- كريس ريناود على موقع IMDb (الإنجليزية)
- كريس ريناود على موقع ألو سيني (الفرنسية)
- كريس ريناود على موقع ميوزك برينز (الإنجليزية)
- كريس ريناود على موقع أول موفي (الإنجليزية)
- كريس ريناود على موقع بوكس أوفيس موجو (الإنجليزية)
- كريس ريناود على موقع قاعدة بيانات الأفلام السويدية (السويدية)
- كريس ريناود على موقع ديسكوغز (الإنجليزية)
- كريس ريناود على موقع قاعدة بيانات الفيلم (الإنجليزية)
- كريس ريناود على موقع كينوبويسك (الروسية)